# البعثات اليسوعية في أمريكا الشمالية

الخريطة الجغرافية لفرنسا الجديدة فى الاعتقاد اليسوعي

بدأت محاولة الإرساليات اليسوعية في أمريكا الشمالية في أواخر القرن السادس عشر، وأسِست في أوائل القرن السابع عشر، وتعثرت في بداية القرن الثامن عشر، واختفت أثناء قمع جمعية يسوع حوالي عام 1763، وعادت قرابة عام 1830 بعد استعادة الجمعية. أنشِئت البعثات كجزء من الحملة الاستعمارية لفرنسا وإسبانيا خلال هذه الفترة، وكان شعار «إنقاذ الأرواح» مصاحبًا لدستور فرنسا الجديدة وبدايات إسبانيا الجديدة. تزامنت جهود اليسوعيين في أمريكا الشمالية مع بعثاتهم الصينية على الجانب الآخر من العالم، وفي أمريكا الجنوبية. تركوا وثائق مكتوبة لجهودهم، في شكل العلاقات اليسوعية.

## تأسيس فرنسا الجديدة والبعثات الأولى
قرب نهاية عهده، بدأ هنري الرابع ملك فرنسا في النظر في إمكانية إقامة مشاريع في الخارج، مع كون كل من أمريكا الشمالية والمشرق من بين الاحتمالات.
في عام 1570، حاول اليسوعيون إنشاء بعثة صغيرة في فيرجينيا هي بعثة أجاكان. في 19 فبراير 1571، قُتل ثمانية مبشرين على يد السكان الأصليين، وأصبح الشهداء عبادًا لله.
في عام 1604، بدأ المستكشف الفرنسي صموئيل دي شامبلين أول مشاركة فرنسية مهمة في أمريكا الشمالية. أسس بورت رويال كأول مستوطنة أوروبية دائمة في أمريكا الشمالية شمال فلوريدا عام 1605، وأول مؤسسة فرنسية دائمة في كيبيك في عام 1608.

### البعثة الأولى (1609)
أسس اليسوعيون بعثة في خليج بينوبسكوت عام 1609، والتي كانت جزءًا من مستعمرة أكاديا الفرنسية.

### البعثة الثانية (1611)
أراد اليسوعيون المشاركة في هذه الغزوات على أراض جديدة. في 25 أكتوبر 1604، طلب الأب اليسوعي بيير كوتون من رئيسه العام كلوديو أكوافيفا إرسال مبشرين إلى تير نوف. نتيجة لذلك، في عام 1611، تمكن أول يسوعيين، بيير بيارد وإنيموند ماسي، من المغادرة إلى بورت رويال في أكاديا. فشلت المهمة في عام 1613 بعد غارة قام بها سكان فيرجينيا.

### البعثة الثالثة (1613)
صُممت مهمة ثالثة على جزيرة ماونت ديزيرت عام 1613.

### البعثة الرابعة (1625)
وضع اليسوعيون خططًا لنقل جهودهم إلى ضفاف نهر سان لوران. أنشِئت البعثة الرابعة عام 1625، من قبل الآباء تشارلز لاليمانت (كرئيس)، إنيموند ماسي، جان دي بريبوف، ومساعدي فرانسوا شارتون وجيلبرت بوريت. فشلت هذه المهمة بعد احتلال القوات الإنجليزية لمقاطعة كيبيك عام 1629.

## المؤسسة اليسوعية
على الرغم من أن اليسوعيين حاولوا إنشاء بعثات من ولاية فلوريدا الحالية عام 1566 حتى ولاية فرجينيا الحالية عام 1571، إلا أن البعثات اليسوعية لم تكتسب موطئ قدم قوي في أمريكا الشمالية حتى عام 1632، مع وصول اليسوعي بول لو جون. بين عامي 1632 و 1650، وصل 46 يسوعي فرنسي إلى أمريكا الشمالية للتبشير بين الهنود.

### البعثات

#### نواب إسبانيا الجديدة
في عهد نائب الملك الإسباني لإسبانيا الجديدة (المكسيك الاستعمارية)، من 1683 إلى 1767، أسس اليسوعيون أول عشرين بعثة في باجا كاليفورنيا، في شبه جزيرة باجا كاليفورنيا في المكسيك الحالية.
أيضًا، من عام 1687 إلى 1704، أنشأ اليسوعيون 23 بعثة في صحراء سونوران، في برونفينياس إنترناس في إسبانيا الجديدة، حاليًا شمال غرب المكسيك وجنوب أريزونا.
أدى قمع جمعية يسوع بحلول عام 1767 في الإمبراطورية الإسبانية إلى طردهم من نائبي إسبانيا الجديدة. استبدلهم الفرنسيسكان في دعم البعثات القائمة وإنشاء جديدة من 1768 إلى 1822 في أمريكا الشمالية الإسبانية. في عام 1774، في شبه جزيرة باجا كاليفورنيا فقط، حل الدومينيكان محل الفرنسيسكان في إنشاء البعثات.